# 诉诸性别
訴諸性別（Appeal to Gender）是一種因為論者或聽言論者性別或與性別相關的正面特質，而認定其主張可採；或因為論者或聽言論者性別或與性別相關的負面特質，而認定其主張不可採的謬誤。

## 說明
會不會犯下此種謬誤，或者論者是否犯下此種謬誤，和論者或聽眾是男性或女性沒有關係，只要言論者因為他人的性別而做出言論是否可採的判斷，或者拿對方的性別來攻擊對方的論點，就會犯下此種謬誤。
如果因為發表言論者和聽言論者的性別與自己相同，而認為發表言論者的主張可採；或者因為發表言論者和聽言論者的性別與自己不同，而認為發表言論者的主張不可採，就是犯了訴諸性別的謬誤，而且這樣也是一種訴諸人身的謬誤。
在技術上，訴諸性別的謬誤可套用在任何性別之上，但在實務上，因為男尊女卑的餘習依舊存在之故，因此實務上這種謬誤多半和男性有關，像例如「是男子漢就該XX」的說法就是這樣的例子；不過對女性的訴求也會犯下這種謬誤，像例如「女孩子就該XX」的說法，也會犯下這謬誤。

## 例子
例一

- 甲：「我在那裏被那個男生強姦，我打算告他。」
- 乙：「妳打算控告那個男生性侵？女生去那種地方，被性侵自己也該負點責任，誰叫妳是女生。」

說明：這話的言下之意是女生不該去某些特定場所，也就是性別本身成了不該進出某種場所的理由；然而沒有好的理由，不論性別，任何人都可以出入任何場所，而多數能合理限制進出的理由都和性別無關；此外這話也涉及指責受害者。
例二

现在的男性都留短发，因而作为男性，你也必须要留短发。

說明：這話的言下之意是男生都應該留短頭髮；然而因為單單對方是男生就要求對方留短髮，就是犯了訴諸性別的謬誤；此外因為說這是「現代的男生」的趨勢之故，因此這話也涉及訴諸新潮的邏輯謬誤。
例三

Ben（Ben Barres）今天的演講真的很棒，不過他的研究實在比他作為女生的妹妹（Barbara Barres）好太多了。

說明：起源自女生的研究不表示比起源自男生的研究差；況且Ben和Barbara其實是同一人。
例四

女人真不可理喻！

說明：說這話的人，其言下之意認為女生的論點不理性、沒有邏輯，因此沒甚麼可取之處；但認為女生講的話不理性、沒有邏輯，因此沒甚麼可取之處這點，就是訴諸性別，因為除了對方是女生外，在實際上並沒有任何證據可以支持這說法。
例五

女生不能穿得太性感暴露、不該隨便和男生來往，也不應該跳C圈，不然會勾起男生的性欲、讓自己被性騷擾，甚至被性侵！

說明：乍聽之下這有很合理的理由，但現代的研究認為女生會被性侵或性騷擾，和各種外在條件無關，更和穿著打扮無關，因此這種要求女生不能穿得太性感暴露、不能隨便和男生來往，也不應該跳C圈的說法，在實際上是訴諸性別。
例六

男生：「那個女生控告某男性工程師性侵？我看那個女生根本是和男方搞援交，接受男方包養，然後因為價錢談不攏才誣告男方性侵、藉此企圖搞仙人跳的！」

說明：因為自己是男生又看到女生打算控告男生，而認為女生的話不可取、進而認為女生可能是在誣告，是犯了訴諸性別的謬誤；此外認為女生是因為搞援交價錢談不攏才告男生，進而認為女生可能是誣告、打算搞「仙人跳」這點，也涉及訴諸動機的謬誤；此外和例一一樣，這話也涉及指責受害者。強姦的誣告率並不高於其他犯罪，因此除非有其他客觀證據，不然沒有理由認為女生可能在誣告男生強姦；看到女生告男生強姦而懷疑女生可能是誣告的作法，會犯下訴諸性別的謬誤。
例七

妳是女生，妳不會了解的。

說明：身為女生不代表一定不了解，所以這是一種訴諸性別。
例八

身為男生你卻喜歡Hello Kitty和大耳狗，你還是不是男人？

說明：身為男生不代表就不能喜歡Hello Kitty和大耳狗，所以這是一種訴諸性別。

## 外部連結
- Appeal to Gender by Bruce Thompson, Instructor of Philosophy in the Palomar College